# Thil-sur-Arroux
Thil-sur-Arroux – miejscowość i gmina we Francji, w regionie Burgundia-Franche-Comté, w departamencie Saona i Loara.
Według danych na rok 1990 gminę zamieszkiwały 142 osoby, a gęstość zaludnienia wynosiła 11 osób/km² (wśród 2044 gmin Burgundii Thil-sur-Arroux plasuje się na 769. miejscu pod względem liczby ludności, natomiast pod względem powierzchni na miejscu 751.).